# Szarotka (Wzgórza Trzebnickie)
Szarotka – przełęcz w obrębie Wzgórz Trzebnickich położona pomiędzy masywem Żniwnej Kopy a Obornicką Górą. Najwyższy punkt przełęczy położony jest na wysokości bezwzględnej wynoszącej 227,0 m n.p.m. pomiędzy masywem leżącym na północy-zachód od przełęczy o wysokości wierzchołka 241,0 m n.p.m. – Żniwna Kopa, a masywem leżącym na południowy wschód od niej z wysokością wierzchołka wynoszącą 246,3 m n.p.m. – Obornicka Góra (Kowalska Góra). To ostatnie wzniesienie leży w ramach grzbietu o nazwie Karoszki przebiegającego w Kowalskich Górach  (Pasmo Kowalskiej Góry). Pod względem podziału administracyjnego Polski jest ona położona w Gminie Oborniki Śląskie, powiecie Trzebnickim, województwie Dolnośląskim, w północno-wschodniej części obszaru miasta Oborniki Śląskie, przy jego granicy, za którą leży miejscowość Kuraszków. Przez przełęcz przebiega droga o numerze 1330D prowadząca właśnie z Obornik Śląskich do Kuraszkowa, przy czym w obrębie miasta nosi ona nazwę ulicy Prusickiej, a w obrębie Kuraszkowa nosi nazwę ulicy Lipowej.
Nazwa własna przełęczy – Szarotka – jest nazwą niestandaryzowaną, gdyż została ustalona i ujęta w państwowym rejestrze nazw geograficznych na podstawie wywiadu terenowego. Odnosi się do ukształtowania terenu określonego jako przełęcz. W rejestrze tym przypisano jej identyfikator: PRNG – 235592, identyfikator IIP – PL.PZGiK.320.NGRP.235592. Podaje on następujące współrzędne geograficzne punktu głównego przełęczy: szerokość geograficzna – 51°18'17" N, długość geograficzna – 16°56'11" E.
U podnóża przełęczy położone było niegdyś Sanatorium Szarotka, obecnie posesja prywatna. Dawny park sanatoryjny ujęty jest w gminnej ewidencji zabytków.